# パラナ (ロシア)

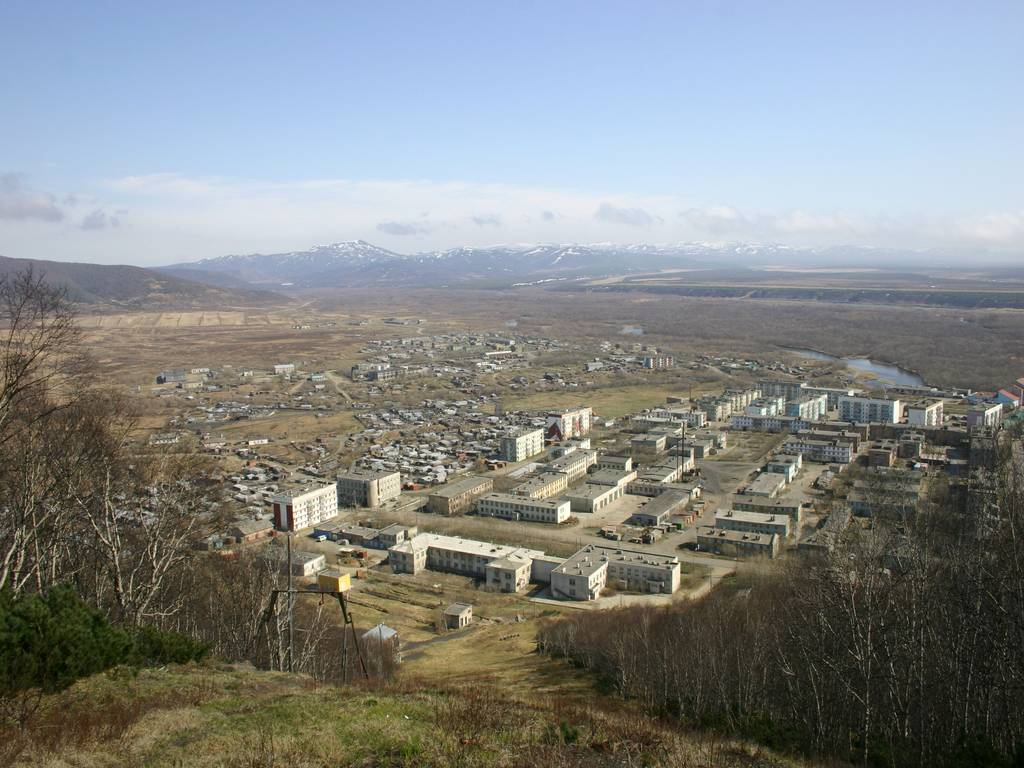
パラナの町

パラナ （ロシア語: Пала́на,コリャーク語: Ӄычг'эт；ラテン文字転写の例:Palana）は、ロシア極東のカムチャツカ地方コリャーク管区の行政中心都市である。カムチャツカ半島の付け根付近、オホーツク海に面した半島西部の海岸から8kmほどパラナ川を遡った右岸（北岸）に位置する。人口は2,837人（2021年）。
交通の手段には、パラナ旧空港とパラナ新空港があり、ペトロパブロフスク・カムチャツキーや管区内の村への飛行機やヘリコプターによる旅客便・貨物便が飛ぶ。また海岸部の港湾には、ペトロパブロフスク・カムチャツキー、ウラジオストク、マガダンなどから食糧や燃料などの生活物資が輸送される。
パラナは、以前はコリャーク自治管区の州都であり、現在でも管区の社会的・政治的・文化的中心である。